# Cruella (Film)
Cruella ist eine US-amerikanische Kriminalkomödie von Craig Gillespie. Es handelt sich um eine Realverfilmung zu den Ursprüngen der Figur Cruella de Vil, die literarisch im Jahr 1956 in Dodie Smiths Roman Hundertundein Dalmatiner und filmisch im Jahr 1961 in Walt Disneys Animationsfilm 101 Dalmatiner vorgestellt wurde. Die Titelrolle wird von Oscarpreisträgerin Emma Stone verkörpert.
Der Film erschien am 28. Mai 2021 in den US-amerikanischen Kinos und zeitgleich weltweit gegen eine zusätzliche Gebühr beim Streaminganbieter Disney+.

## Handlung
Estella Miller ist ein kreatives Kind mit Modetalent und einer ruchlosen Ader. Ihre auffälligen, zur Hälfte schwarzen und weißen Haare soll sie immer wieder unter einem Hut verbergen. Sie wird gemobbt, ist immer wieder in Prügeleien mit ihren Mitschülern verwickelt und bekommt unzählige Einträge in ihre Schulakte. Ihre Mutter Catherine beschließt, sie aus der Schule zu nehmen und nach London zu ziehen, wo sie ihren Traum von Mode verwirklichen können soll. Auf dem Weg dorthin machen sie Halt auf einer Party der Oberschicht, um finanzielle Unterstützung zu erbitten. Obwohl Estella angewiesen wird, im Auto zu warten, schleicht sie sich mit ihrem Welpen auf die Party und zieht unbeabsichtigt die Aufmerksamkeit der drei wilden Dalmatiner der Gastgeberin auf sich. Diese jagen sie nach draußen in den Garten und stoßen Catherine, die gerade im Gespräch mit der Hausherrin ist, von der Terrasse eine Klippe hinab in den Tod. Estella flieht, wobei sie eine Halskette, die ihre Mutter ihr zuvor anvertraut hat, verliert. Sie gibt sich selbst die Schuld am Tod ihrer Mutter. In London angekommen, freundet sie sich mit den Straßenkindern und Waisen Jasper und Horace an, die sie bei sich aufnehmen. Ihr auffälliges Haar verbirgt sie von nun an permanent. 
Zehn Jahre später übt sich Estella mit Jasper und Horace in Diebstahl und Gaunerei und verfeinert ihr Modegeschick, indem sie ihre Verkleidungen entwirft und näht. Zu ihrem Geburtstag verschaffen Jasper und Horace ihr einen Einstiegsjob im Kaufhaus Liberty. Estella wird jedoch als Reinigungskraft beschäftigt und ihr wird die Chance verweigert, ihre Talente im Bereich Mode einzusetzen. Als sie betrunken eine Schaufensterdekoration umarrangiert, ist die Baroness von Hellman, eine renommierte, aber autoritäre Haute-Couture-Designerin, von Estellas Arbeit beeindruckt und bietet ihr einen begehrten Job im Modehaus der Baronin an. Estella nimmt begeistert an und gewinnt das Vertrauen der Baronin. Sie ist stolz darauf, dass ihre Designs ausgestellt werden, bemerkt jedoch, dass ihre Chefin die Halskette ihrer Mutter trägt. Als die Baroness behauptet, dass eine Angestellte sie zuvor gestohlen habe, bittet Estella Jasper und Horace, sie beim Zurückstehlen der Halskette während des bevorstehenden Schwarz-Weiß-Balls der Baronin zu unterstützen.
Um ihre Identität auf dem Ball zu verbergen, kreiert Estella ein Alter Ego für sich namens „Cruella“, das ihr auffälliges Haar zur Schau stellt, und offenbart eines der alten Designs der Baroness in rot, das sie bei einem Vintage-Bekleidungsgeschäftsbesitzer namens Artie gekauft hat und das dem von der Baroness gewünschten Dresscode widerspricht, um sie zu provozieren. Cruella rückt sich damit auf dem Ball ins Rampenlicht und verschafft Jasper und Horace genug Zeit, um in den Hochsicherheitstresor der Baronin einzubrechen, nur um festzustellen, dass die Baronin die Halskette bereits trägt. Jasper, der vom ursprünglichen Plan abweicht, verkleidet sich als Kellner und lässt Ratten frei, die für Chaos auf dem Ball sorgen. Als die Baronin bemerkt, dass ihre Halskette gestohlen wurde, ruft sie ihre Dalmatiner mit einer Hundepfeife herbei, wodurch Estella erkennt, dass die Baronin für Catherines Tod verantwortlich ist, da die Baronin mit derselben Hundepfeife die Dalmatiner auf Estellas Mutter gehetzt hatte, die sie über die Brüstung stießen.
Da einer der Dalmatiner die Halskette im Handgemenge verschluckt hat, befiehlt Estella Jasper und Horace, alle drei zu entführen, um ihre Häufchen fortwährend auf die Kette zu untersuchen. Cruella stellt derweil die Baronin wiederholt in den Schatten, indem sie bei Veranstaltungen und Versammlungen in extravaganter Weise auftritt und durch Estellas Jugendfreundin und Kolumnistin Anita Darling bekannt wird. Cruellas hochmütiges und arrogantes Verhalten bereitet Jasper und Horace zunehmend Unbehagen. Auch die Baronin wird aufmerksam auf Estellas verändertes Verhalten.
Estella sabotiert die Frühjahrskollektionsshow der Baroness und inszeniert gleichzeitig in Sichtweite ihre eigene Show im Regent’s Park, wobei sie augenscheinlich einen Dalmatiner-Pelzmantel trägt, um die Baroness weiter zu verspotten. Nachdem die Baronin erkannt hat, dass Estella und Cruella dieselbe Person sind, lässt sie Jasper und Horace festnehmen und zündet Estellas Haus an. Estella wird von ihr gefesselt in den Flammen zurückgelassen, um sie zu ermorden und die Tat Jasper und Horace anzulasten, wird aber vom Kammerdiener der Baronin John gerettet, der auch die Kette in den Trümmern gefunden hat. Er offenbart Estella, dass ein in dem Anhänger verborgener Schlüssel eine Kiste mit ihrer Geburtsurkunde öffnet. Sie erfährt, dass die Baronin ihre leibliche Mutter ist. Die Baronin befahl John, das Baby Estella ermorden zu lassen, damit sie sich ausschließlich auf ihre Karriere konzentrieren und das Erbe ihres verstorbenen Mannes behalten konnte. John gab das Baby stattdessen Catherine, einem ihrer Dienstmädchen, die Estella heimlich, aber liebevoll aufzog.
Cruella befreit Jasper und Horace aus dem Gefängnis und enthüllt die Wahrheit, indem sie alle, auch Artie und John für ihren letzten Plan rekrutiert. Das Quintett schleicht sich in die Charity-Gala der Baronin ein, auf dem alle Gäste dank einer List Cruellas als deren Double fungieren. Estella trifft auf der Terrasse an der Klippe die Baronin und enthüllt, dass sie ihre Tochter ist. Die Baronin täuscht vor, Estella zu umarmen, bevor sie sie über die Brüstung derselben Terrasse wie damals Catherine schubst. Als sie erkennt, dass ihre Gäste zwischenzeitlich nach draußen geführt wurden und die Tat mit ansehen konnten, versucht sie sich in Ausflüchten, die ihr aber niemand glaubt. Estella überlebt unbemerkt dank eines in ihrem Rock versteckten Fallschirms und nimmt von nun an dauerhaft ihre Cruella-Persönlichkeit an, der die tot geglaubte Estella alles vermacht hat. Die Baronin wird verhaftet und Cruella erbt Hellman Hall, benennt sie in Hell Hall um und zieht mit dem Rest des Quintetts ein.

## Produktion
Der Klassiker 101 Dalmatiner aus dem Jahr 1961 erhielt bereits 1996 eine gleichnamige Realverfilmung, mit Glenn Close in der Hauptrolle als Bösewichtin Cruella De Vil. Die Fortsetzung 102 Dalmatiner blieb erfolglos. Im Jahr 2013 kündigte man erstmals an, eine weitere Realverfilmung mit dem Titel Cruella zu planen; demnach würde der Streifen jedoch die Ursprünge der Bösewichtin Cruella De Vil behandeln, wofür die Rolle neu besetzt werden würde. Mit Aline Brosh McKenna als Drehbuchautorin und Produzentin sowie Andrew Gunn als Produzent begann man das Projekt, bis als Unterstützung ebenfalls Glenn Close herangezogen wurde. Später engagierte man Kelly Marcel, um das Drehbuch von McKenna zu überarbeiten.
Am 6. Januar 2016 wurde bekannt, dass Emma Stone in Verhandlungen für die Hauptrolle der Cruella de Vil stünde. Jez Butterworth schrieb später das Drehbuch um, nach ihm arbeiteten ebenfalls Dana Fox und Tony McNamara daran. Im November wurde bekannt, dass Marc Platt als weiterer Produzent herangezogen und Alex Timbers als Regisseur für den Streifen verpflichtet wurde. Aufgrund von Terminkonflikten stieg Timbers später aus und wurde von Craig Gillespie ersetzt. 2018 wurde berichtet, dass sich Emma Thompson in Verhandlungen für die Rolle der Baroness von Hellman befand. 2019 wurden Paul Walter Hauser und Joel Fry als Cruellas Handlanger Horace und Jasper Badun besetzt. Später schlossen sich Emily Beecham, Kirby Howell-Baptiste und Mark Strong offiziell der Besetzung an.

## Deutsche Synchronisation
Im Gegensatz zu anderen Filmen wird Emma Stone von Friederike Walke anstelle von Anja Stadlober synchronisiert.
Die deutschsprachige Synchronisation entstand bei der FFS Film- & Fernseh-Synchron GmbH in Berlin nach einem Dialogbuch von Solveig Duda, die ebenfalls Dialogregie führt. Für die Liedertexte und die musikalische Leitung ist Michael Ernst verantwortlich.
| Rollenname                           | Darsteller               | Deutsche Synchronstimme |
| ------------------------------------ | ------------------------ | ----------------------- |
| Cruella de Vil / Estella von Hellman | Emma Stone               | Friederike Walke        |
| Estella (jung)                       | Tipper Seifert-Cleveland | Marlene Schick          |
| Baroness von Hellman                 | Emma Thompson            | Monica Bielenstein      |
| John der Butler                      | Mark Strong              | Tom Vogt                |
| Catherine                            | Emily Beecham            | Magdalena Turba         |
| Jasper Badun                         | Joel Fry                 | Simon Pearce            |
| Jasper (jung)                        | Ziggy Gardner            | Matteo Kreutzer         |
| Horace Badun                         | Paul Walter Hauser       | Manuel Straube          |
| Horace (jung)                        | Joseph McDonald          | Francisco Palma Galisch |
| Anita „Tattletale“ Darling           | Kirby Howell-Baptiste    | Pia Amofa-Antwi         |
| Artie                                | John McCrea              | Jeremias Koschorz       |
| Jeffrey                              | Andrew Leung             | Patrick Baehr           |
| Roger                                | Kayvan Novak             | Sascha Rotermund        |
| Gerald                               | Jamie Demetriou          | Marius Clarén           |
| Ipswich Manor Security Guard         | Javone Prince            | Tobias Schmidt          |

## Veröffentlichung
Im Jahr 2019 wurde der 28. Mai 2021 als Veröffentlichungstermin bekannt gegeben. In Deutschland war der Kinostart einen Tag früher geplant. Trotz der COVID-19-Pandemie verschob sich der Termin nicht und im Februar 2021 wurde der erste Trailer sowie ein Poster für den Film veröffentlicht. Ab dem 28. Mai 2021 war der Film zudem weltweit gebührenpflichtig auf Disney+ erhältlich, ab dem 27. August 2021 dann im regulären Disney+-Abonnement. Am 19. Mai 2021 fand die Weltpremiere im El Capitan Theatre in Los Angeles statt. Es war die erste Filmgala in Hollywood seit Ausbruch der COVID-19-Pandemie in den Vereinigten Staaten 2020.

## Rezeption

### Kritiken
Bei Rotten Tomatoes erreichte der Film bislang 75 Prozent Zustimmung, basierend auf 416 Kritiken und erhält damit die Auszeichnung „zertifiziert frisch“. Angemerkt wird dabei, dass der Film sehr viel Spaß beim Anschauen bereite, obwohl der Rechtfertigungsgrund für die Hintergrundgeschichte nicht ganz klar werde. Bei Metacritic bekam der Film eine Punktzahl von 59/100, basierend auf 56 Kritiken.

### Einspielergebnisse
Gemäß den Zahlen von Zamba TV sahen etwa 686.000 amerikanische Haushalte den Film über das verlängerte Debüt-Wochenende an und damit 39 % weniger als die 1,12 Millionen von Mulan. Dank der Zusatzkosten von 29,99 US-Dollar für den „VIP-Zugang“, resultierte daraus ein geschätzter Umsatz von etwa 20,57 Millionen US-Dollar für Disney. In Deutschland buchten etwa 15.000 Haushalte das Paket, in Großbritannien 83.000 Haushalte.
Stand 5. September 2021 belaufen sich die weltweiten Kino-Einnahmen des Films auf 222.143.790 US-Dollar. Rund 86 Millionen US-Dollar (38,7 %) spielte er dabei in den USA und 136,1 Millionen US-Dollar (61,3 %) international ein.

## Soundtrack
Der Soundtrack wurde am 21. Mai digital veröffentlicht und ist als Download verfügbar. In den USA erschien die CD-Version am 28. Mai. Ferner wurde am selben Tag auch der separate „Original Score“ mit der Filmmusik von Nicholas Britell veröffentlicht.
1. Call me Cruella – Florence + The Machine (2:07)
2. Bloody Well Right – Supertramp (4:34)
3. Whisper Whisper – Bee Gees (3:25)
4. Five to One – The Doors (4:26)
5. Feeling Good – Nina Simone (2:53)
6. Fire – Ohio Players (4:35)
7. Whole Lotta Love – Ike & Tina Turner (4:41)
8. Livin’ Thing (2012 Version) – Electric Light Orchestra (3:42)
9. Stone Cold Crazy (2011 Remaster) – Queen (2:15)
10. One Way or Another – Blondie (3:27)
11. Should I Stay or Should I Go – The Clash (3:08)
12. I Love Paris – Georgia Gibbs (2:30)
13. Love Is Like A Violin – Ken Dodd (2:10)
14. I Wanna Be Your Dog – John McCrea (3:55)
15. Come Together – Ike & Tina Turner (3:38)